# Sociedad Ciclista Balmasedana
La Sociedad Ciclista Balmasedana de Valmaseda (Vizcaya) España. Es una institución sin ánimo de lucro, fundada en 1973, que tiene como ámbito de actuación el ciclismo.
Se trata de una de los conjuntos de la cantera ciclista vizcaína, para lo cual tiene equipos en todas las categorías inferiores: escuelas (alevines e infantiles), cadetes y juveniles. Organiza anualmente en verano la Vuelta a Vizcaya (Bizkaiko Itzulia), una de las vueltas por etapas (de tres días de duración) de categoría junior más importantes del calendario nacional, en la que participan también ciclistas extranjeros, incluyendo dos equipos franceses en la edición de 2009. Entre los ciclistas que han destacado en esta prueba a lo largo de su historia se encuentran Samuel Sánchez (oro olímpico en Pekín 2008), José Iván Gutiérrez, Iban Mayo y Xavier Florencio.
El club organiza la Clásica San Roquillo de categoría amateur, englobada actualmente en el Torneo Euskaldun del calendario amateur vasco-navarro. La entidad organiza también la marcha cicloturista La Valmaseda por los alrededores del municipio, puntuable para los Trofeos de la revista Ciclismo a Fondo y la Real Federación Española de Ciclismo.